# Dachau (KL)

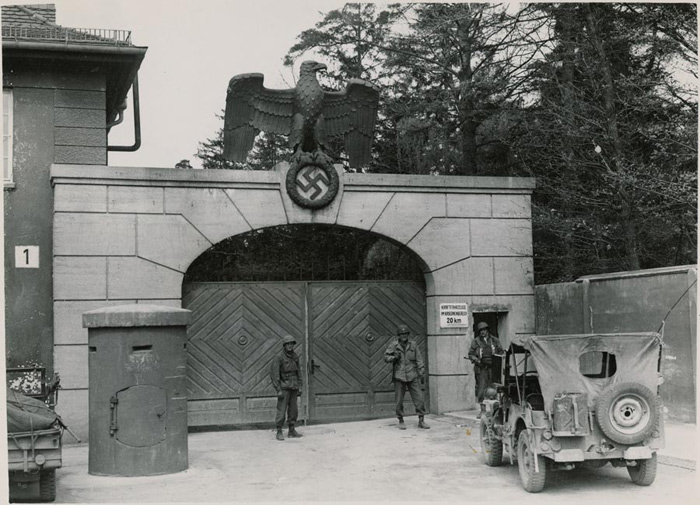
Brama obozu KL Dachau w 1945 r.

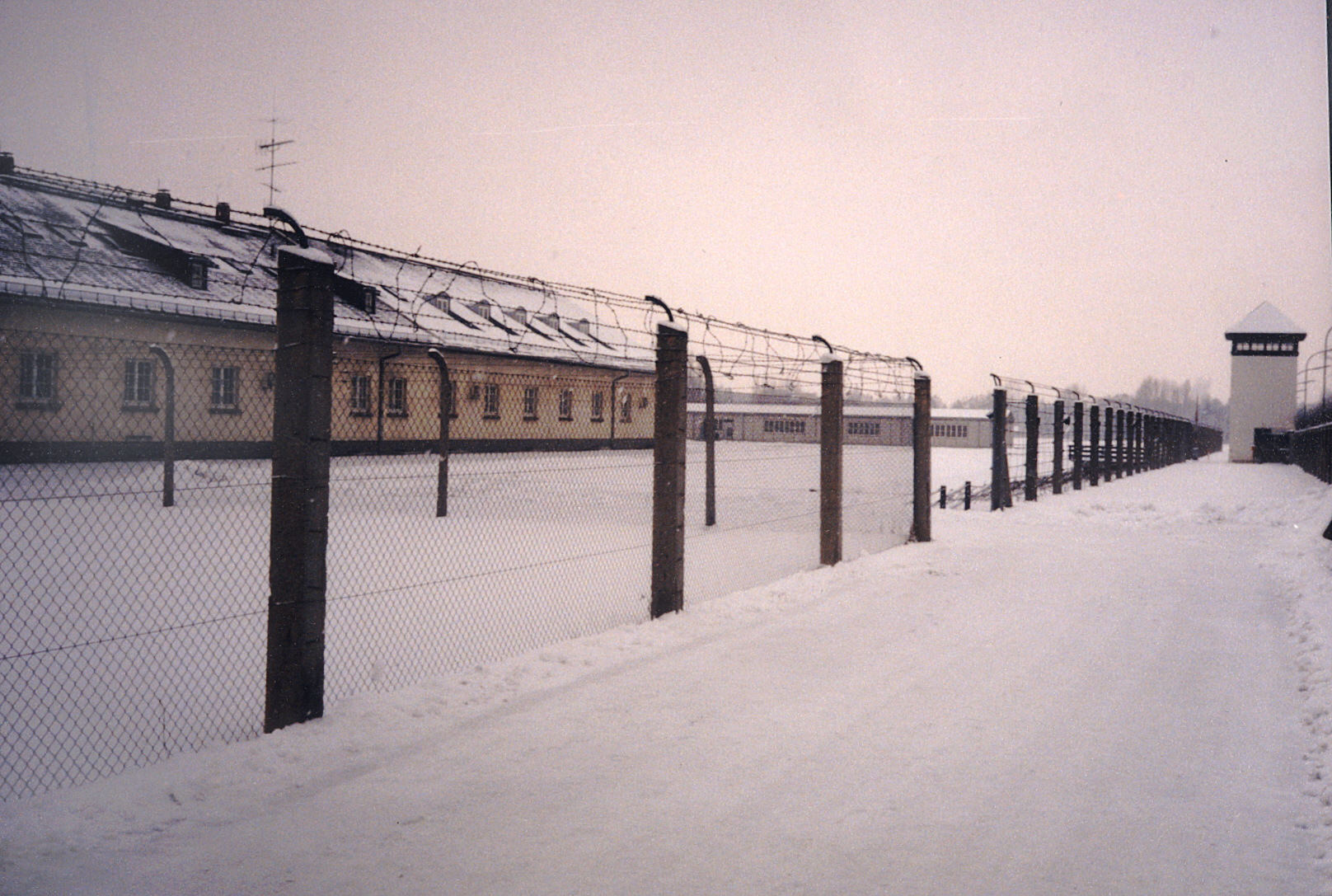
Bloki dla więźniów, ogrodzenie, wieża strażnicza; stan współczesny

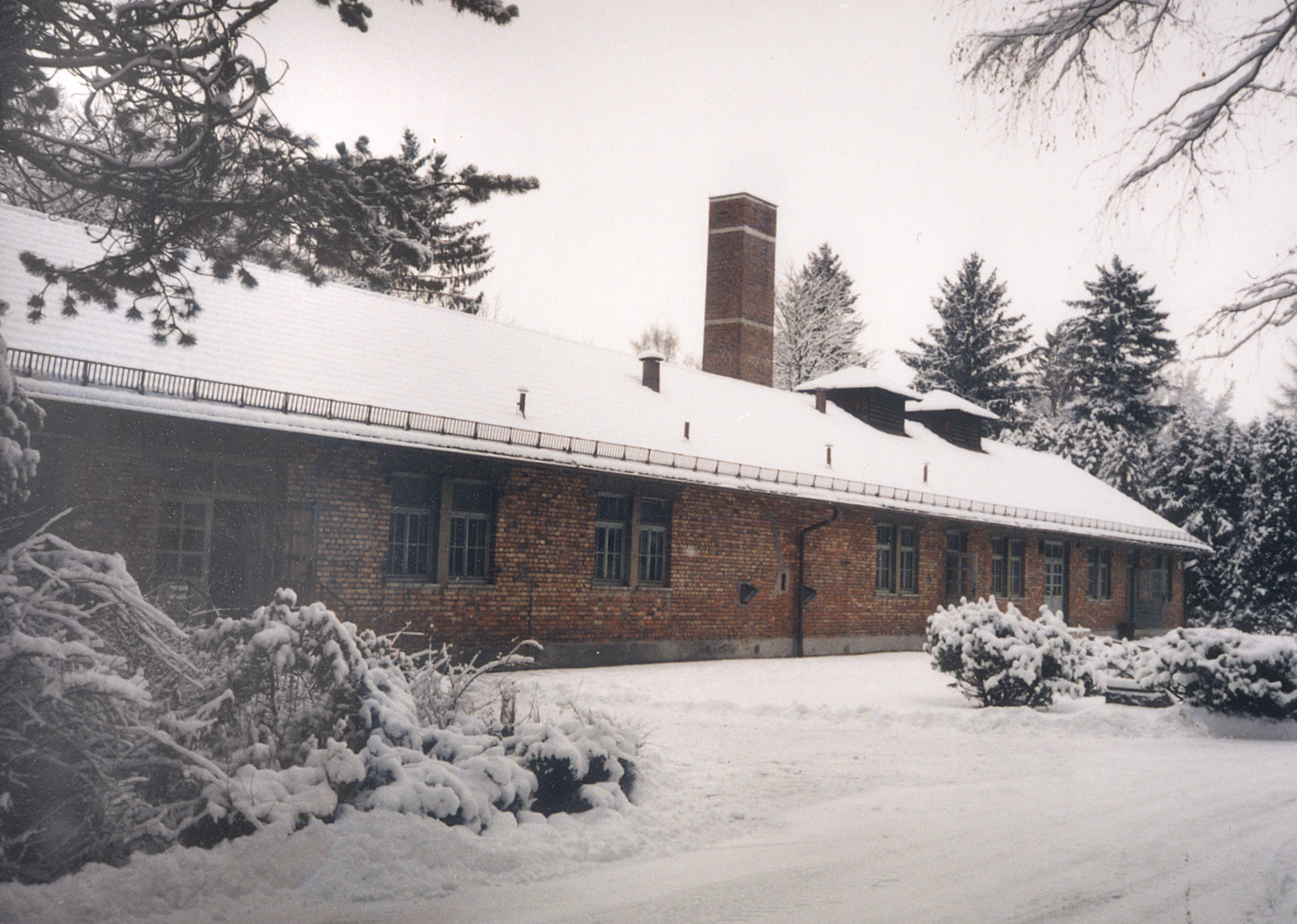
Blok X; stan współczesny

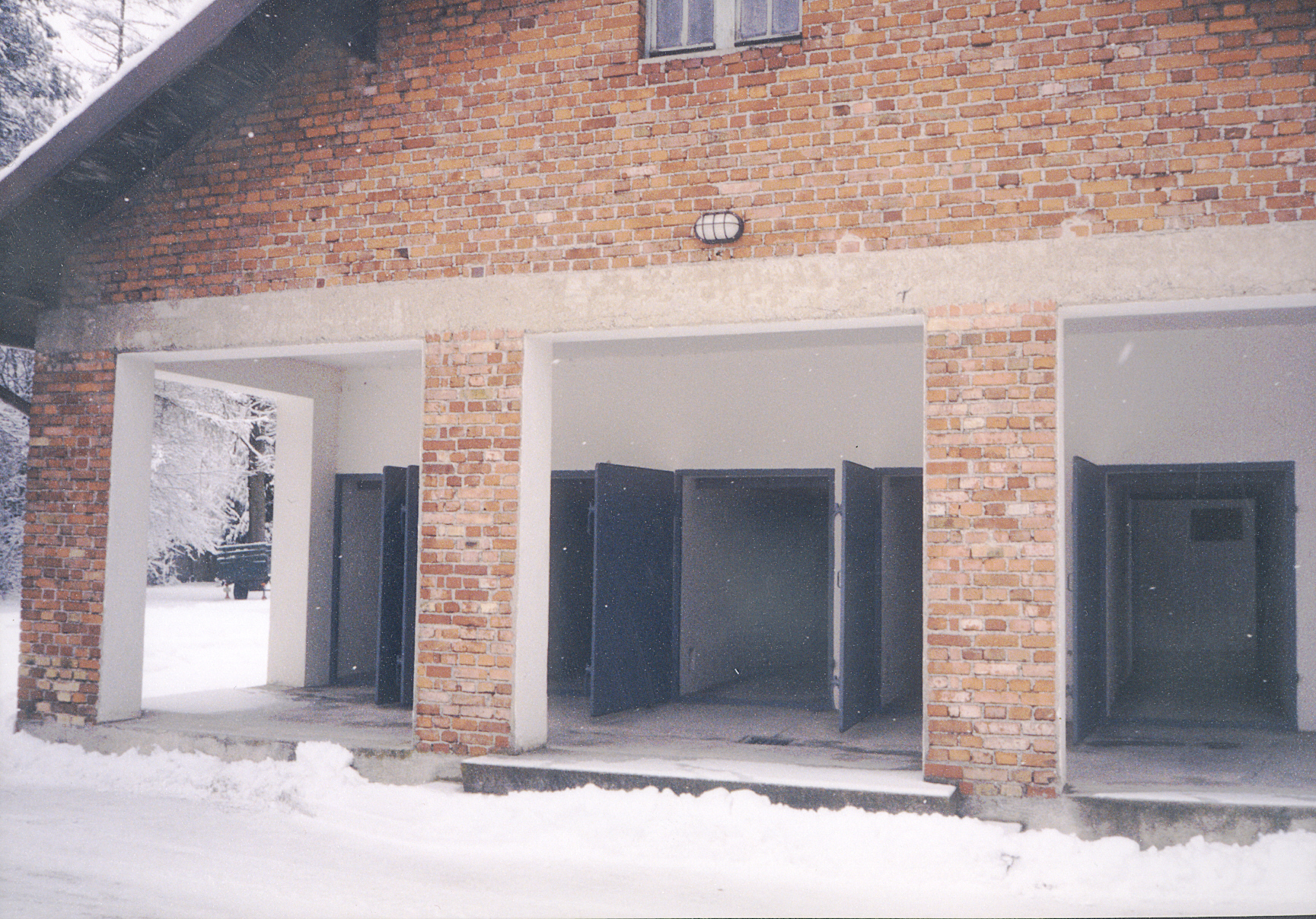
Blok X, wejście do komory gazowej; stan współczesny

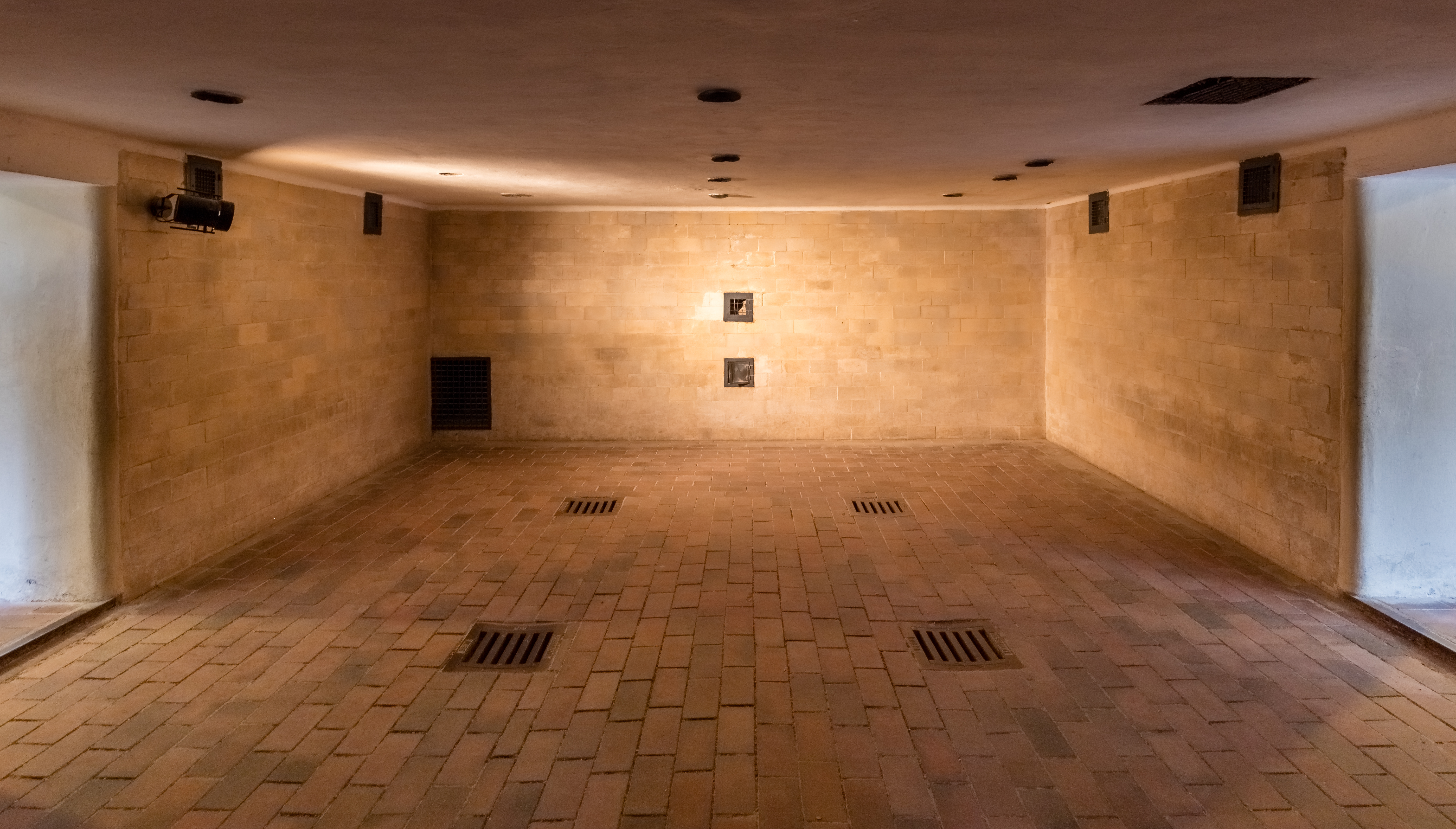
Blok X, wnętrze komory gazowej; stan współczesny

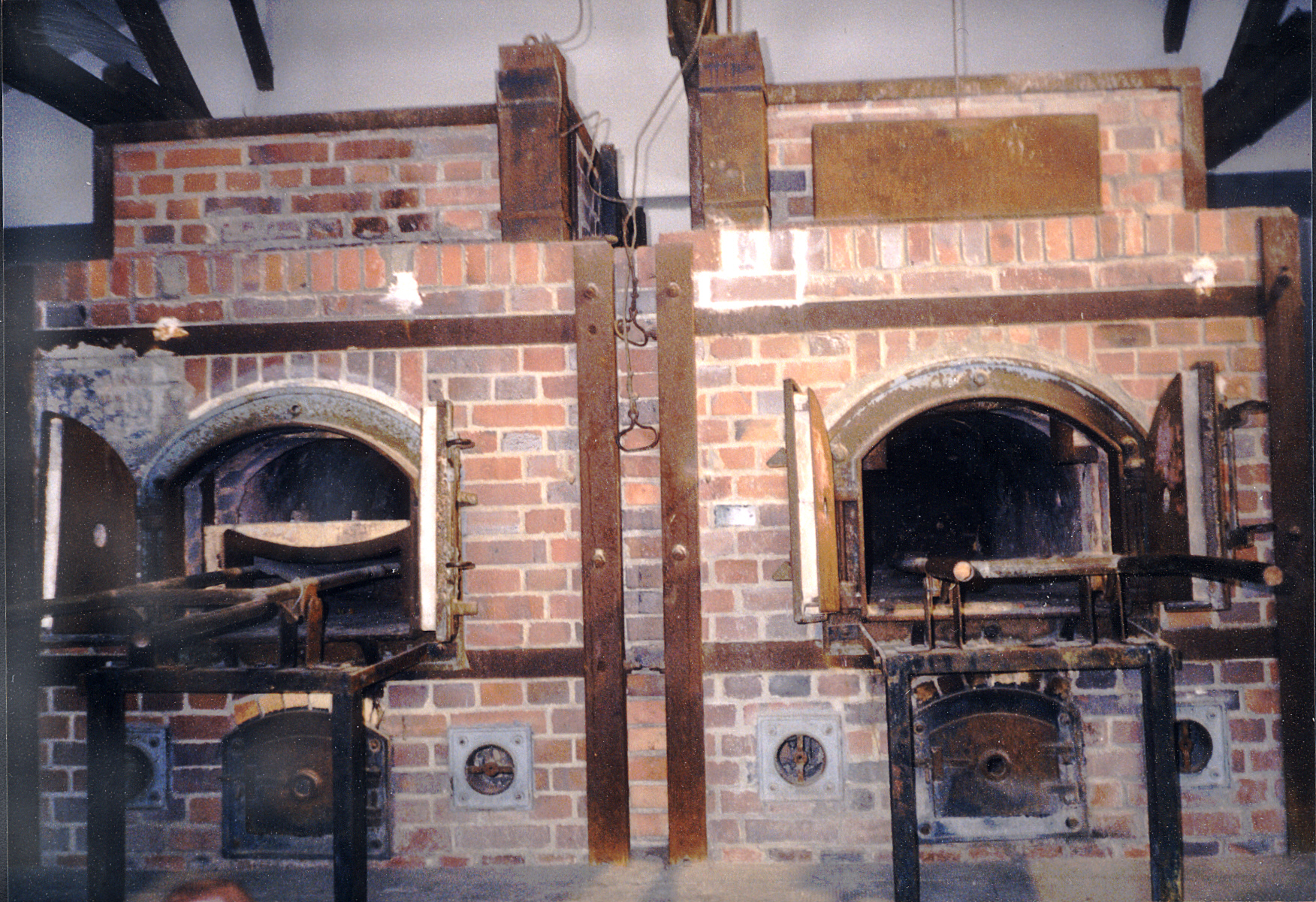
Blok X, piece krematoryjne; stan współczesny

KL Dachau, Konzentrationslager Dachau – niemiecki obóz koncentracyjny, założony wiosną 1933 roku w opuszczonej fabryce amunicji na obrzeżach miasta Dachau, na północ od Monachium, w południowych Niemczech. Wyzwolony przez osiemdziesięciu żołnierzy amerykańskich z 7 armii gen. Pattona 29 kwietnia 1945 (niedziela), o godz. 17:15.

## Historia obozu
Obóz koncentracyjny utworzony przez niemieckich nazistów powstał z rozkazu Heinricha Himmlera z 21 marca 1933 r. w celu izolowania politycznych przeciwników reżimu nazistowskiego, duchownych i Żydów. Stał się „wzorem” dla wszystkich kolejnych. Od 1938 r. pełnił funkcję swego rodzaju „ośrodka szkoleniowego” dla zarządców i wachmanów innych późniejszych obozów tego rodzaju.
Obóz składał się z dwóch zasadniczych części: dla więźniów, która została otoczona drutami kolczastymi i wieżyczkami, oraz części administracyjno-mieszkalnej dla SS. Podział ten został odwzorowany we wszystkich tego typu późniejszych konstrukcjach nazistowskich. Część dla więźniów mieściła się pierwotnie w 18 barakach mieszkalnych, podzielonych na 4 izby, 2 toalety i 2 umywalnie. Każda izba miała pomieszczenie mieszkalne oraz sypialnię i była przeznaczona dla 52 więźniów (w sumie blok miał pomieścić 208 więźniów). W 1937 r. obóz – pierwotnie zaprojektowany na 3–5 tys. więźniów – okazał się za mały. Obóz rozbudowano w latach 1937–1938, powiększając liczbę baraków dwukrotnie.
W lipcu 1937 r. z 1146 więźniów Dachau 330 stanowili zawodowi kryminaliści, 230 zostało skazanych na przymusową pracę na podstawie regulacji dotyczących pomocy społecznej, a 93 aresztowano w czasie akcji bawarskiej policji przeciwko włóczęgom i żebrakom. Po okresie względnej poprawy sytuacji w połowie lat 30., doszło do gwałtownego wzrostu śmiertelności wśród więźniów. W 1937 r. w Dachau doszło do 69 zgonów, czyli siedmiokrotnie więcej niż w roku poprzednim, choć wynosząca mniej więcej 2200 osób populacja więźniów utrzymywała się mniej więcej na stałym poziomie. W 1938 r. liczba zgonów ponownie wzrosła, tym razem do 370 przypadków na już zdecydowanie większą populację osadzonych, obejmującą nieco ponad 8000 osób.
W okresie masowego napływu więźniów w czasie wojny pierwotne normy zaludnienia baraków zostały wielokrotnie przekroczone, przetrzymywano w nich do 16 tys. więźniów. W 1943 r. przedsiębiorstwo H. Kori z Berlina wybudowało duże krematorium, jako tzw. barak X. Prawdopodobnie była to część większego planu przekształcenia KL Dachau w miejsce masowej eksterminacji. W 1944 r. przy baraku X wybudowano komorę gazową. Sprawa jej wykorzystania do mordowania więźniów nie jest jasna. W wielu publikacjach podaje się informacje, że nie była ona wykorzystana do tego celu (nie uwzględniono tego w wyroku w procesie załogi z Dachau). Jednak zeznania niektórych więźniów oraz fotografie wykonane przez amerykańskich żołnierzy po wyzwoleniu obozu wskazują, że była ona wykorzystywana (przynajmniej sporadycznie) do tego celu.
W obozie istniała ściana, pod którą rozstrzeliwano więźniów, oraz tzw. „bunkier”, który służył jako miejsce krwawych przesłuchań i stosowania dotkliwych kar. W tzw. baraku szpitalnym nr 5 funkcjonowało laboratorium eksperymentów pseudomedycznych, kostnica i prosektorium. Masowe egzekucje wykonywano także poza obozem (w pobliskim Haimhausen na strzelnicy SS dokonywano egzekucji poprzez rozstrzelanie, zginęło tam m.in. ok. 6 tys. jeńców sowieckich) oraz w innych obozach. W 1944 r. otwarto w Dachau podobóz kobiecy.
Komendanci obozu:
1. Hilmar Wäckerle (21 marca 1933 – 25 czerwca 1933)
2. Theodor Eicke (26 czerwca 1933 – 3 lipca 1934)
3. Alexander Reiner (4 lipca 1934 – 22 października 1934)
4. Berthold Maack (23 października 1934 – 30 listopada 1934)
5. Heinrich Deubel (1 grudnia 1934 – 31 marca 1936)
6. Hans Loritz (1 kwietnia 1936 – 31 sierpnia 1939)
7. Alex Piorkowski (1 września 1939 – 2 stycznia 1942)
8. Martin Gottfried Weiss (3 stycznia 1942 – 29 września 1943)
9. Eduard Weiter (30 września 1943 – 26 kwietnia 1945)
10. Martin Gottfried Weiss (26 kwietnia 1945 – 28 kwietnia 1945)
11. Heinrich Wicker (28 kwietnia 1945 – 29 kwietnia 1945)

Podczas wojny, a w szczególności po 1942 r., Dachau stanął na czele bardzo rozbudowanej struktury podobozów, liczącej ponad 200 placówek na południu Niemiec i w anektowanej Austrii. Były one w większości powiązane z przemysłem wojennym.
Gdy zbliżał się front wojsk alianckich, naziści próbowali ewakuować więźniów w różnych kierunkach. Marsze ewakuacyjne (marsze śmierci) niosły ze sobą wysoką śmiertelność wymęczonych więźniów. 29 kwietnia 1945 r. obóz został wyzwolony, a wraz z nim ok. 67 tys. więźniów – połowa z nich w obozie głównym. Amerykanie, pod wpływem tego, co zastali w obozie (m.in. stojący na bocznicy pociąg z 2600 ciałami, oraz znalezionych w okolicach krematorium ok. 3 tys. zabitych), rozstrzelali bez sądu większość wziętych do niewoli strażników SS i przebywających w obozie żołnierzy Waffen-SS (w sumie 560 osób).
Podobnie jak w Auschwitz, na bramie obozu w Dachau widniał napis „Arbeit macht frei”.

## Więźniowie i ofiary

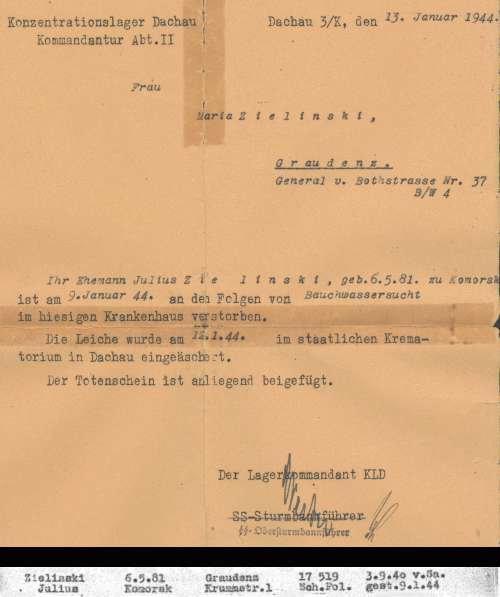
Zawiadomienie o śmierci więźnia Dachau i wyciąg z księgi obozowej

Więźniami byli z początku członkowie antynazistowskiej niemieckiej opozycji, głównie komuniści, duchowni Kościoła Katolickiego, socjaliści i chadecy. W dalszym okresie do obozu były przysyłane również grupy Żydów, Romów i Sinti, Świadków Jehowy i homoseksualistów.
Dachau pełnił funkcję głównego obozu dla duchownych z Kościołów chrześcijańskich (katolickich, protestanckich i prawosławnych). Wedle szacunków Kościoła katolickiego, do Dachau zostało zesłanych ok. 3 tys. (2794, w tym 1773 z Polski) zakonników, diakonów, księży i biskupów katolickich. Przez dwa miesiące więźniem obozu był prawosławny patriarcha Serbii Gabriel V.
Podczas wojny w Dachau znalazło się wiele ludzi z krajów okupowanych: przede wszystkim z Polski (m.in. grupa 43 naukowców z Uniwersytetu Jagiellońskiego), Związku Radzieckiego, Belgii, Holandii, Czech, Francji.
W maju 1940 zesłana tu została około pięćsetosobowa grupa łódzkiej młodzieży, zatrzymana podczas dużej akcji łódzkiego Gestapo skierowanej przeciwko niej. Wśród nich byli m.in. znani po wojnie: dyrygent – Henryk Debich i aktor – Włodzimierz Skoczylas. KL Dachau był pierwszym obozem Stanisława Grzesiuka, autora jednej z najlepszych relacji o przeżyciach obozowych „Pięć lat kacetu”, który po kilku miesiącach został stąd wywieziony do KL Mauthausen. Wielu więźniów było kierowanych do KL Dachau z innych obozów. Wówczas więźniowie z Niemiec stali się mniejszością, a największą grupę stanowili więźniowie z Polski. Liczba więźniów i ofiar nie jest dokładnie znana. Według dokumentacji obozowej w okresie 1933–1945 przez obóz przewinęło się 206 206 więźniów, z czego zmarło 31 591. Liczby te jednak nie uwzględniają osób poddanych Sonderbehandlug (skierowanych do obozu przez Gestapo celem wykonania egzekucji), jeńców radzieckich zabijanych w ramach Kommissar-Erlaß oraz zmarłych w czasie ewakuacji obozu. Według niektórych danych, ogólną liczbę więźniów szacuje się na ok. 250 tys. osób, a liczbę ofiar nawet na 148 tys. (wliczając zgładzonych w podobozach).
Istotą funkcjonowania obozu był drakoński regulamin obozu opracowany przez komendanta Theodora Eickego. Przed wojną praca więźniów polegała na wykonywaniu robót na rzecz obozu w komandach roboczych, dla jego utrzymania i rozwoju. Podczas wojny więźniowie pracowali niewolniczo w przemyśle wojennym. W szczególności w ostatnich dwóch latach wojny, gdy Niemcy zdecydowali się umieścić strategiczne produkcje zbrojeniowe pod ziemią, więźniowie musieli pracować w morderczych warunkach. Najsłynniejszymi i najtrudniejszymi placówkami podziemnymi przypisanymi Dachau, były podobozy Kaufering i Mühldorf. Najcięższą pracę wykonywali na ogół Żydzi z Polski, Litwy i Węgier.

### System kar
W październiku 1933 r. Theodor Eicke wydał kompleksowy zestaw regulacji i zasad panujących w obozie. Wprowadzał powierzchowny porządek i jednorodność, tam, gdzie wcześniej panowała samowolna brutalność i przemoc. Więźniowie rozmawiający o polityce w celu „podżegania” lub rozsiewania propagandy mieli być wieszani; sabotaż, atak na strażnika i każdy inny przejaw buntu lub niesubordynacji miał kończyć się przed plutonem egzekucyjnym. Za drobniejsze uchybienia czekały rozmaite, lżejsze kary. Wśród nich była izolatka o chlebie i wodzie na okres zależny od charakteru wykroczenia; kary cielesne (25 batów); karna musztra; przywiązywanie do słupa lub drzewa na wiele godzin; ciężka praca; czy też wstrzymanie poczty. Dodatkowo kary tego rodzaju wiązały się także z przedłużeniem wyroku osadzonego. Strażnicy wyznaczali kary za najdrobniejsze przewinienia, m.in. za źle pościelone łóżko czy trzymanie rąk w kieszeniach.
System Eickego miał na celu wyeliminowanie personalnych czy indywidualnych kar, a poprzez ustanowienie biurokratycznego aparatu zapewniającego pisemne uzasadnienia nakładanych sankcji, ochronę oficerów i strażników przed oskarżeniami ze strony lokalnych funkcjonariuszy wymiaru sprawiedliwości. Przykładowo bić więźniów miało kilku esesmanów na oczach reszty osadzonych, a wszystkie kary miały być odnotowywane pisemnie. Opracowano ścisłe zasady określające postawę strażników z SS. Mieli zachowywać się na wojskową modłę, nie brać udziału w prywatnych rozmowach z więźniami, przestrzegać ścisłych procedur codziennych apelów osadzonych, nadzorować więźniów w obozowym warsztacie, wydawać rozkazy oraz egzekwować kary. Wprowadzono również szczegółowe zasady dotyczące pracy poza obozem, polegającej głównie na ciężkiej, nieprzerwanej pracy fizycznej. Eicke ustanowił systematyczny i hierarchiczny podział zadań personelu oraz wydał strażnikom specjalne insygnia przypinane do kołnierzy: trupie czaszki, z których obozowy wydział SS (w 1934 r. nadano mu odrębną tożsamość) wkrótce miał stać się znany. Symbolizowały one skrajnie surowe podejście Eickego do więźniów. Rudolf Höss wspominał później:

W zamiarach Eickego leżało, aby jego esesmani, poprzez nieustanne instrukcje oraz odpowiednie rozkazy odnoszące się do groźnej zbrodniczości więźniów, zasadniczo byli do osadzonych nastawieni nieprzychylnie. Mieli ‘traktować ich twardo’ i raz na zawsze wykorzenić w sobie życzliwość, jaką mogliby wobec nich odczuwać. Tym sposobem udało mu się w tych prostych ludziach wyhodować nienawiść i antypatię w stosunku do więźniów, którą komuś z zewnątrz trudno byłoby sobie wyobrazić.

W obozie stosowano trwający 8, 14, 21 oraz 42 dni areszt w celi w bunkrze. Podczas odbywania kary więzień otrzymywał wodę i chleb, a raz na cztery dni ciepły posiłek. Zdarzały się przypadki, kiedy osadzeni przebywali w celi kilka miesięcy. Bardzo popularną metodą torturowania była tzw. kara słupka, polegająca na wiązaniu rąk więźnia za plecami, a następnie wieszaniu go na haku w taki sposób, aby nie dotykał stopami do ziemi. Ponieważ kara ta najczęściej powodowała zerwanie ścięgien ramion, wielokrotnie po jej odbyciu więzień nie odzyskiwał władzy w rękach. Codziennością było również polewanie zimną wodą na kilkunastostopniowym mrozie (co prowadziło do wychłodzenia organizmu, a w konsekwencji do zgonu) czy wkładanie gumowego węża do przełyku i odkręcanie wody (więzień poddany takiej torturze topił się, bądź doznawał poważnych obrażeń narządów wewnętrznych).
Osadzeni najczęściej ginęli w wyniku niedożywienia, chorób, tortur, samobójstw, rozstrzelania oraz eksperymentów pseudomedycznych.

### Eksperymenty medyczne i pseudomedyczne
W obozie „sławę” zyskało prosektorium, w której dokonywano sekcji zwłok. Ściągano tam martwym więźniom skórę z pleców, którą następnie przygotowywano do dalszej obróbki. Wykonywano z niej rękawiczki, bryczesy, siodła, pantofle oraz torebki damskie dla SS. Szukano zazwyczaj zdrowej skóry. Lubowano się w skórze wytatuowanej.
Zbrodnicze doświadczenia medyczne oraz pseudomedyczne KL Dachau można podzielić na:
- malaryczne (Claus Schilling testował 69 odmian malarii. Najsilniejszą odmianę „Madagaskar” wstrzykiwano więźniom domięśniowo lub dożylnie),
- lotnicze (w kabinie ciśnieniowej zamykano od 5 do 15 więźniów, a następnie zagęszczano lub rozrzedzano powietrze. Przy obniżaniu ciśnienia więźniowie wpadali w szał, rwali sobie włosy z głowy, tłukli głową o ściany. Po eksperymencie dokonywano sekcji zwłok, a narządy zamykano w naczyniach. Większość więźniów po tych eksperymentach umierała, dostawała porażeń wskutek krwotoków wewnątrzczaszkowych lub chorowała na choroby psychiczne)[9]
- nad ropowicą (dr Wolter wstrzykiwał więźniom ciekłą ropę wyciąganą z ran innych chorych lub zwłok. Więźniowie tracili kończyny lub dostawali posocznicy. W większości wypadków umierali),
- nad wątrobą,
- nad gruźlicą,
- nad tyfusem plamistym,
- nad krystalizacją krwi,
- nad krzepnięciem krwi.

KL Dachau było miejscem, w których dokonywano wielu eksperymentów pseudomedycznych na więźniach. Działali tu m.in. prof. dr med. Claus Schilling, dr Sigmund Rascher, dr Heinrich Schütz, prof. dr med. Erich Hipke, prof. dr med. August Weltz i wielu innych. Eksperymenty te dotyczyły wywoływania i leczenia posocznicy, malarii, uszkodzeń organizmu wywołanych przebywaniem w rozrzedzonym powietrzu, oddziaływania wychłodzenia w wodzie morskiej, piciem wody morskiej i innych. Spośród ok. 6 tys. więźniów poddawanych tym eksperymentom, nie przeżyło ich 2073.
Lekarze SS w Dachau:
- SS-Untersturmführer – Hans Eisele – uciekł do Egiptu
- SS-Obersturmführer – Fritz Hintermayer – stracony przez aliantów
- Ernst Holzlöhner – popełnił samobójstwo
- SS-Hauptsturmführer – Fridolin Karl Puhr
- SS-Untersturmführer Sigmund Rascher – zabity przez SS
- Claus Schilling – stracony przez aliantów
- SS Sturmbannführer – Horst Schumann – uciekł do Ghany, następnie ekstradowany do Niemiec Zachodnich
- SS Obersturmführer – Helmut Vetter – stracony przez aliantów
- SS Sturmbannführer – Wilhelm Witteler
- SS Sturmbannführer – Waldemar Wolter – stracony przez aliantów

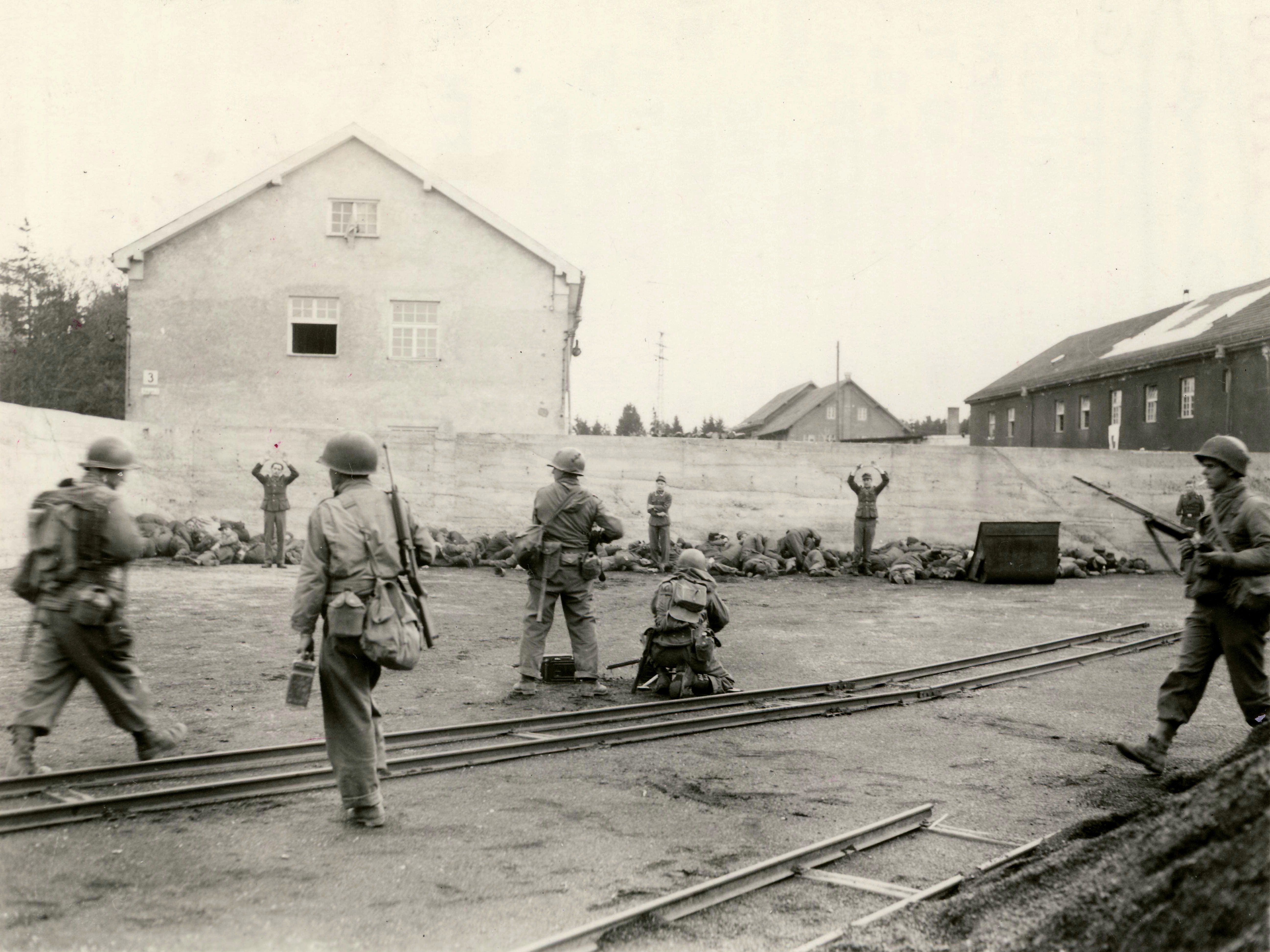
Egzekucja SS-manów z Dachau

## Dzieje powojenne

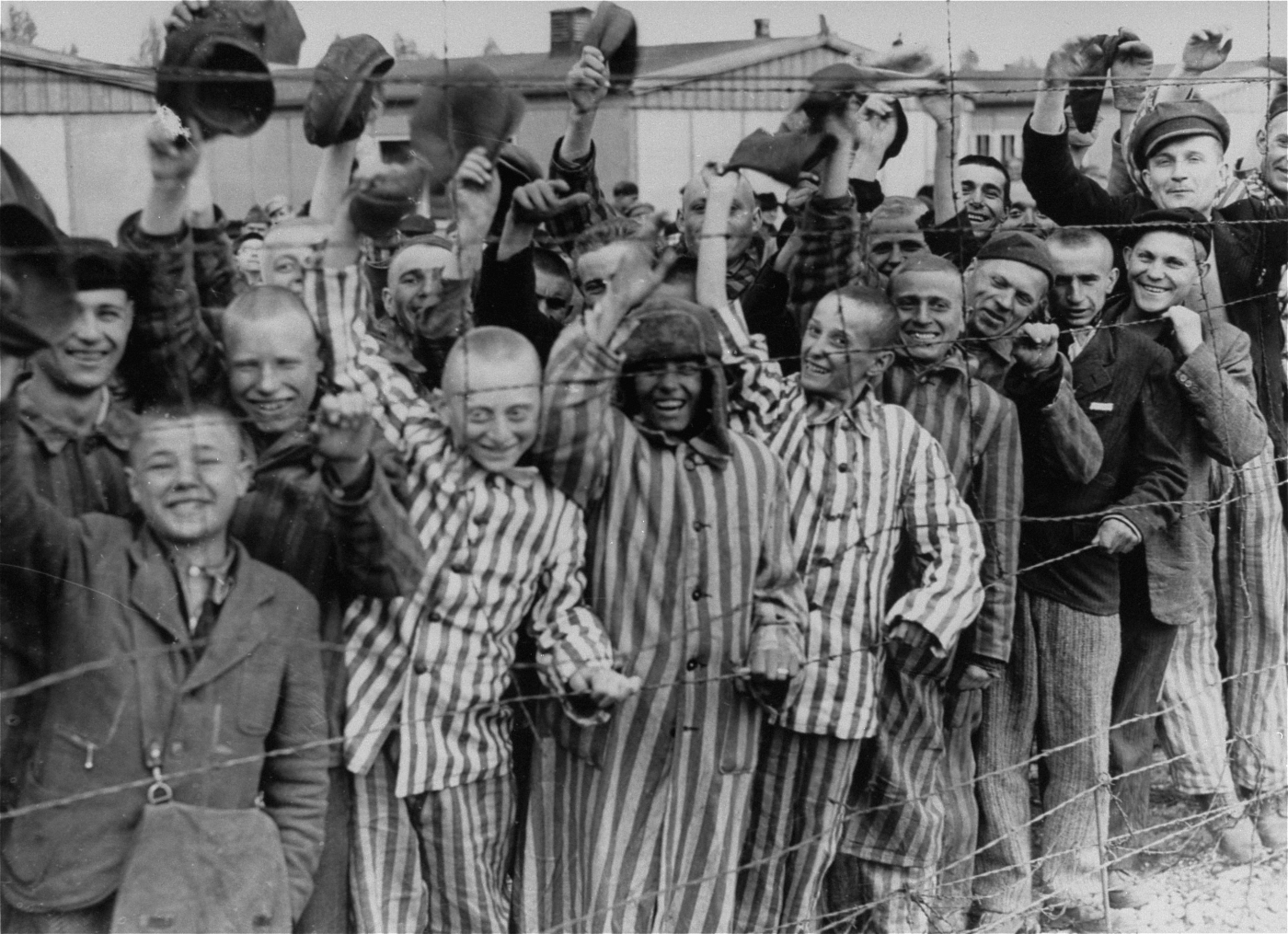
Uwolnieni więźniowie obozu koncentracyjnego w Dachau

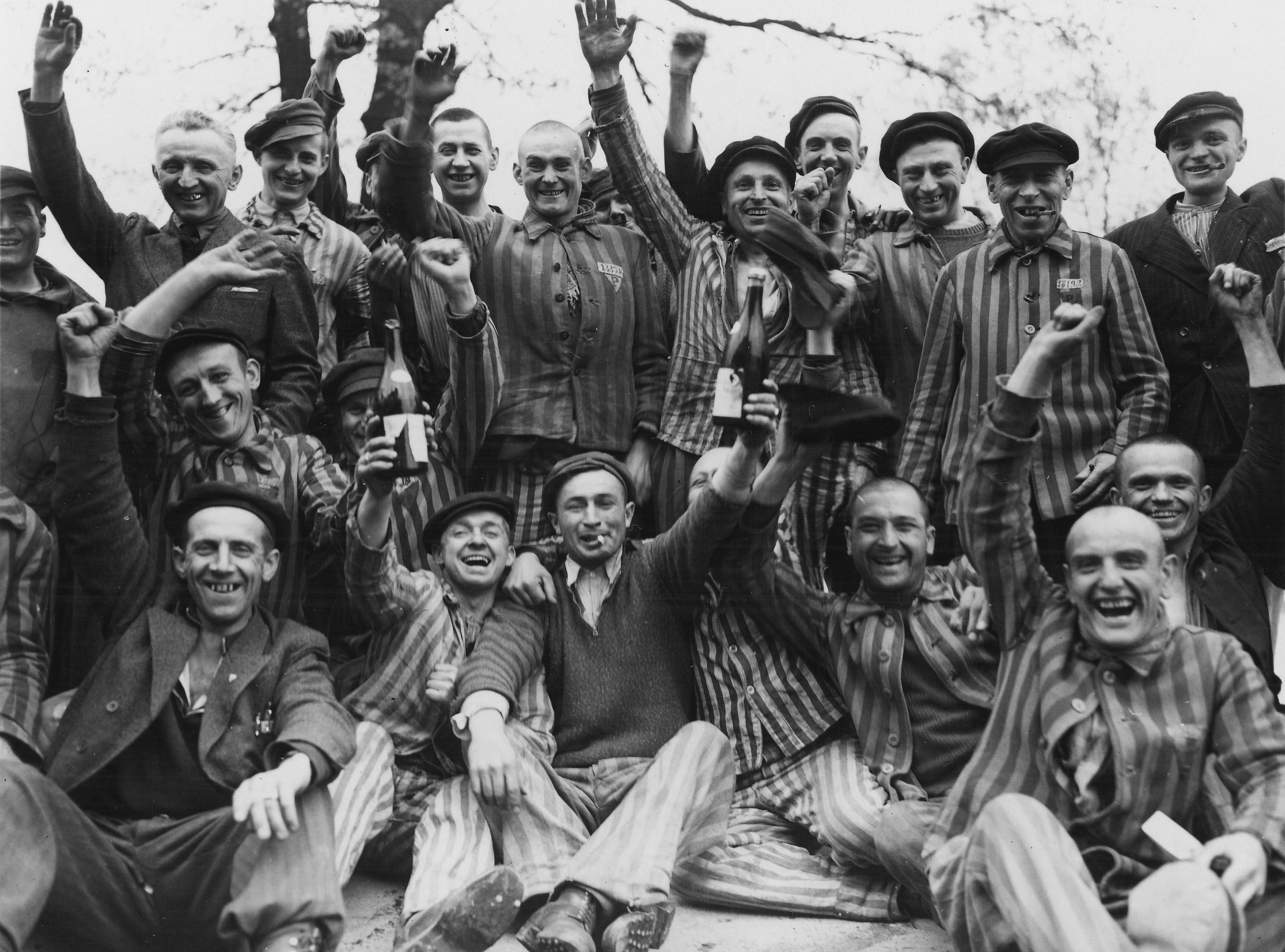
Polscy więźniowie z Dachau fetujący wyzwolenie

Obóz został wyzwolony przez wojska 7 Armii amerykańskiej. W tym momencie znajdowało się w nim ponad 31 tys. więźniów. W trakcie tej akcji doszło do krótkiej wymiany ognia z oddziałami wartowniczymi SS. Krótko potem wszyscy napotkani w obozie esesmani zostali rozstrzelani – podobno na mocy rozkazu wydanego, kiedy zbliżający się do obozu dowódcy amerykańscy zobaczyli stosy zmasakrowanych i zastrzelonych więźniów, a na pobliskiej bocznicy kolejowej 50 wagonów z zabitymi lub zmarłymi z głodu przeszło dwoma tysiącami osób.
Bezpośrednio po wojnie obóz był używany jako centrum dla osób powracających do swych krajów.
15 listopada 1945 r. w zabudowaniach KL Dachau rozpoczęła się seria procesów przeciwko zbrodniarzom nazistowskim. Pierwszym był proces przeciwko komendantowi tego obozu M. Weissowi oraz 33 ocalałym członkom załogi. Równolegle do procesu norymberskiego, w okresie od 1945 r. do 1948 r. przed amerykańskim trybunałem wojskowym w Dachau osądzono 1672 osób, głównie członków załóg obozów koncentracyjnych oraz lekarzy prowadzących eksperymenty pseudomedyczne.
Później, z inicjatywy byłych więźniów, powstało muzeum, które zostało poddane w drugiej połowie lat dziewięćdziesiątych dużej rekonstrukcji oraz odnowie. W 1984 r. obóz wpisano na listę obiektów podlegających szczególnej ochronie przez UNESCO (czego nie należy mylić z listą światowego dziedzictwa UNESCO, na której wszystkie tego typu obiekty są reprezentowane przez wpis KL Auschwitz-Birkenau).
W 2019 ukazało się polskie tłumaczenie przewodnika po obozie Stefanie Pilzweger-Steiner, Gabriele Hammermann (Hrsg.) Muzeum–Miejsce Pamięci Dachau.